# جاك مادين
جاك مادين (بالإنجليزية: Jake Madden) (11 يونيو 1865 بدمبارتون في المملكة المتحدة - 17 أبريل 1948 ببراغ في التشيك) هو مدرب كرة قدم ولاعب كرة قدم بريطاني (وحمل سابقاً جنسية المملكة المتحدة لبريطانيا العظمى وأيرلندا) في مركز جناح ‏. شارك مع منتخب اسكتلندا لكرة القدم. أما مع النوادي، فقد لعب مع توتنهام هوتسبير ونادي دمبرتون ونادي دندي ونادي سلتيك ونادي غاينسبورو ترينيتي ورابطة كرة القدم الاسكتلندية الحادية عشر ‏.

## وصلات خارجية
- جاك مادين على موقع الاتحاد الإسكتلندي (الإنجليزية)
- جاك مادين على موقع عالم كرة القدم.نت (الإنجليزية)
- جاك مادين على موقع أوليمبيديا (الإنجليزية)